# كيم نيلسن
كيم نيلسن (بالإنجليزية: Kim Nielsen)‏ هي مصارعة الهواة أمريكية، ولدت في 2 يونيو 1973 في بلدة كلام يونيون في الولايات المتحدة.

## وصلات خارجية
- كيم نيلسن على موقع CageMatch worker (الإنجليزية)
- كيم نيلسن على موقع IMDb (الإنجليزية)
- كيم نيلسن على موقع قاعدة بيانات الفيلم (الإنجليزية)